# Эрдинг
Эрдинг (нем. Erding) — город в Германии, районный центр, расположен в земле Бавария. 
Подчинён административному округу Верхняя Бавария. Входит в состав района Эрдинг.  Население составляет 34 514 человек (на 31 декабря 2010 года). Занимает площадь 54,64 км². Официальный код  —  09 1 77 117.
Город известен тем, что в нем производится известная марка пива Erdinger.